# Expanzní ventil
Expanzní ventil se v chladicí technice užívá  do velkých chladicích zařízení. Na rozdíl od expanzní kapiláry nebo trysky si expanzní ventil nástřik do výparníku reguluje. Kromě elektronického a elektromagnetického expanzního ventilu pracují expanzní ventily jen v jednom směru proudění chladiva. Při reverzaci musí tedy být v zařízení odbočné rameno se zpětnou klapkou.

## Druhy expanzních ventilů
Hlavní druhy expanzních ventilů:
- Automatický expanzní ventil – jednoduchý expanzní ventil, který pracuje v závislosti na atmosférickém tlaku, s regulačním šroubem působícím na membránu. Z druhé strany na membránu působí sací tlak ze začátku výparníku. Okruh s tímto expanzním ventilem musí být ovládán termostatem z konce výparníku – když námraza dosáhne konce výparníku, termostat musí vypnout, aby nástřik nepokračoval.
- Termostatický expanzní ventil s vnitřním vyrovnáním tlaku – má navíc tzv. tikavku, která se umisťuje na konec výparníku. Tlak tikavky je ovládaný teplotou potrubí za koncem výparníku. Tento tlak působí shora na membránu, z druhé strany působí sací tlak ze začátku výparníku. Membrána nese jehlu a prohýbáním membrány se sedlo jehly otevírá, přivírá, či zavírá. Nastavuje si tak přesné množství chladiva, které se vypaří ve výparníku. Tento expanzní ventil se používá u zařízení s malým hydraulickým odporem.
- Termostatický expanzní ventil s vnějším vyrovnáním tlaku – je konstrukčně podobný předchozímu ventilu. Změna je v tlaku, který působí zespoda na membránu a je snímán z konce výparníku. Využívá se u výparníku s větším hydraulickým odporem.
- Elektromagnetický expanzní ventil – funguje odlišně oproti předchozím expanzním ventilům. Tento expanzní ventil je ovládán elektrickým proudem a má dvě polohy (otevřený/zavřený). Ventil v chladicím okruhu pulzuje a mohou tak vznikat tlakové rázy.
- Elektronický expanzní ventil – funguje odlišně oproti elektromagnetickému ventilu, ale princip má podobný jako termostatické expanzní ventily. Tento expanzní ventil je ovládán servomotorem, který krokuje a buď pootevírá, nebo přivírá jehličku, která reguluje nástřik do výparníku. Na konci výparníku má teplotní čidlo a ovládání je řízeno elektronikou. Výhodou toho ventilu je softwarové nastavení a řízení chladicího zařízení.